# Kanaat van Boechara
Het Kanaat Boechara (Perzisch: خانات بخارا; Oezbeeks: Buxoro Xonligi) was een Oezbeekse staat vanaf het begin van de 16e eeuw tot het einde van de 18e eeuw in Centraal-Azië of Turkestan. Boechara werd de hoofdstad van het kortstondige Shaybanid-rijk tijdens het bewind van Ubaydallah Khan (1533-1540). Het kanaat bereikte zijn grootste omvang en invloed onder zijn voorlaatste Shaybanid-heerser, de geleerde Abdullah Khan II.
In de 17e en 18e eeuw werd het kanaat geregeerd door de Janid-dynastie. Ze waren de laatste afstammelingen van Dzjengis Khan die Boechara regeerden. In 1740 werd het veroverd door Nadir Shah, de sjah van Iran. Na zijn dood in 1747 werd het kanaat gecontroleerd door de niet-Dzjengisidische afstammelingen van de Oezbeekse emir Khudayar Bi, via de premierpositie van ataliq. In 1785 formaliseerde zijn afstammeling, Shah Murad, de dynastieke heerschappij van de familie (Manghit-dynastie), en het kanaat werd het emiraat Boechara. De Manghits waren niet-Dzjengisid en namen de islamitische titel van emir in plaats van khan omdat hun legitimiteit niet was gebaseerd op afstamming van Dzjengis Khan.

## Shaybanid-dynastie

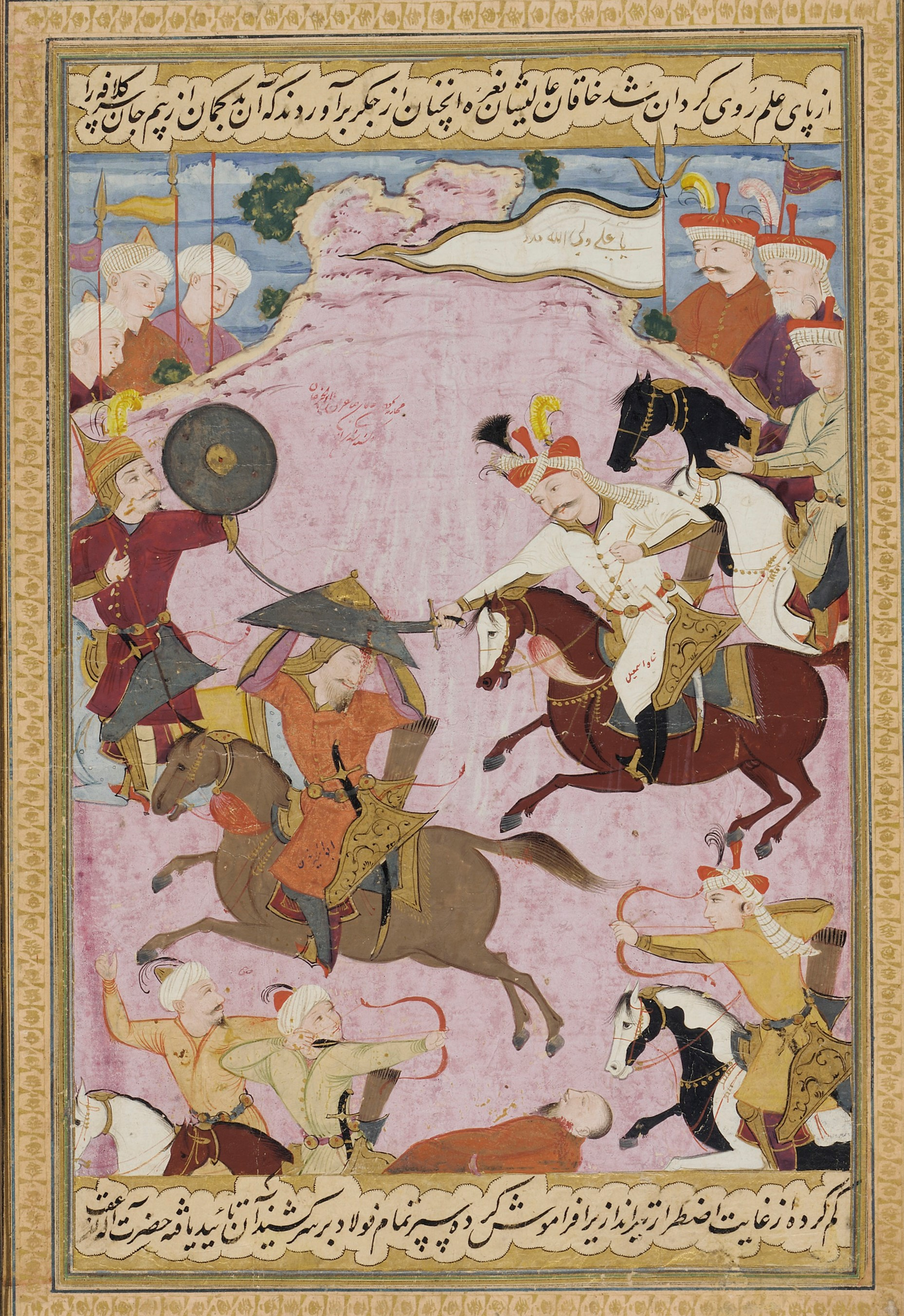
De strijd tussen Shah Ismail I en Muhammad Shaybani.

De Shaybanid-dynastie regeerde het kanaat van 1506 tot 1598. Onder hun heerschappij werd Boechara een centrum van kunst en literatuur en werden onderwijshervormingen doorgevoerd.
Nieuwe boeken over geschiedenis en geografie werden in deze periode geschreven, zoals Haft iqlīm door Amin Ahmad Razi, een inwoner van Iran. Boechara in de 16e eeuw trok bekwame vakmensen van kalligrafie en miniatuurschilderkunst aan, zoals zoals Sultan Ah Maskhadi, Mahmud ibn Eshaq Shakibi, de theoreticus in kalligrafie en derwisj Mahmud Buklian, Molana Mahmud Muzahheb en Jelaleddin Yusuf. en Mohammad Amin Zahed. Molana Abd-al Hakim was de beroemdste van de vele artsen die in de 16e eeuw in het kanaat van Boechara praktiseerden. 
Abd al-Aziz Khan (1540-1550) richtte een bibliotheek op 'die wereldwijd zijn gelijke niet kende'. De vooraanstaande geleerde Sultan Mirak Munshi werkte daar vanaf 1540. De begaafde kalligraaf Mir Abid Khusaini produceerde meesterwerken van Nastliq en Reihani-schrift. Hij was een briljante miniatuurschilder, meester in het inlegwerk en de bibliothecaris (kitabdar) van de boechara's bibliotheek. 
De Shaybanids namen een aantal maatregelen om het systeem van openbaar onderwijs van de kanaat te verbeteren. Elke mahalla - een eenheid van lokaal zelfbestuur - in de buurt van Boechara had een lagere school, terwijl welvarende families thuisonderwijs gaven aan hun kinderen. Kinderen begonnen op zesjarige leeftijd met basisonderwijs. Na twee jaar konden ze naar een madrassa worden gebracht. De opleiding in de madrassa bestond uit drie stappen van elk zeven jaar. Daarom duurde de hele opleiding in een madrassa 21 jaar. De leerlingen studeerden theologie, rekenen, jurisprudentie, logica, muziek en poëzie. Dit onderwijssysteem had een positieve invloed op de ontwikkeling en brede verspreiding van de Perzische en Oezbeekse talen, en op de ontwikkeling van literatuur, wetenschap, kunst en vaardigheden.

## Janid-dynastie

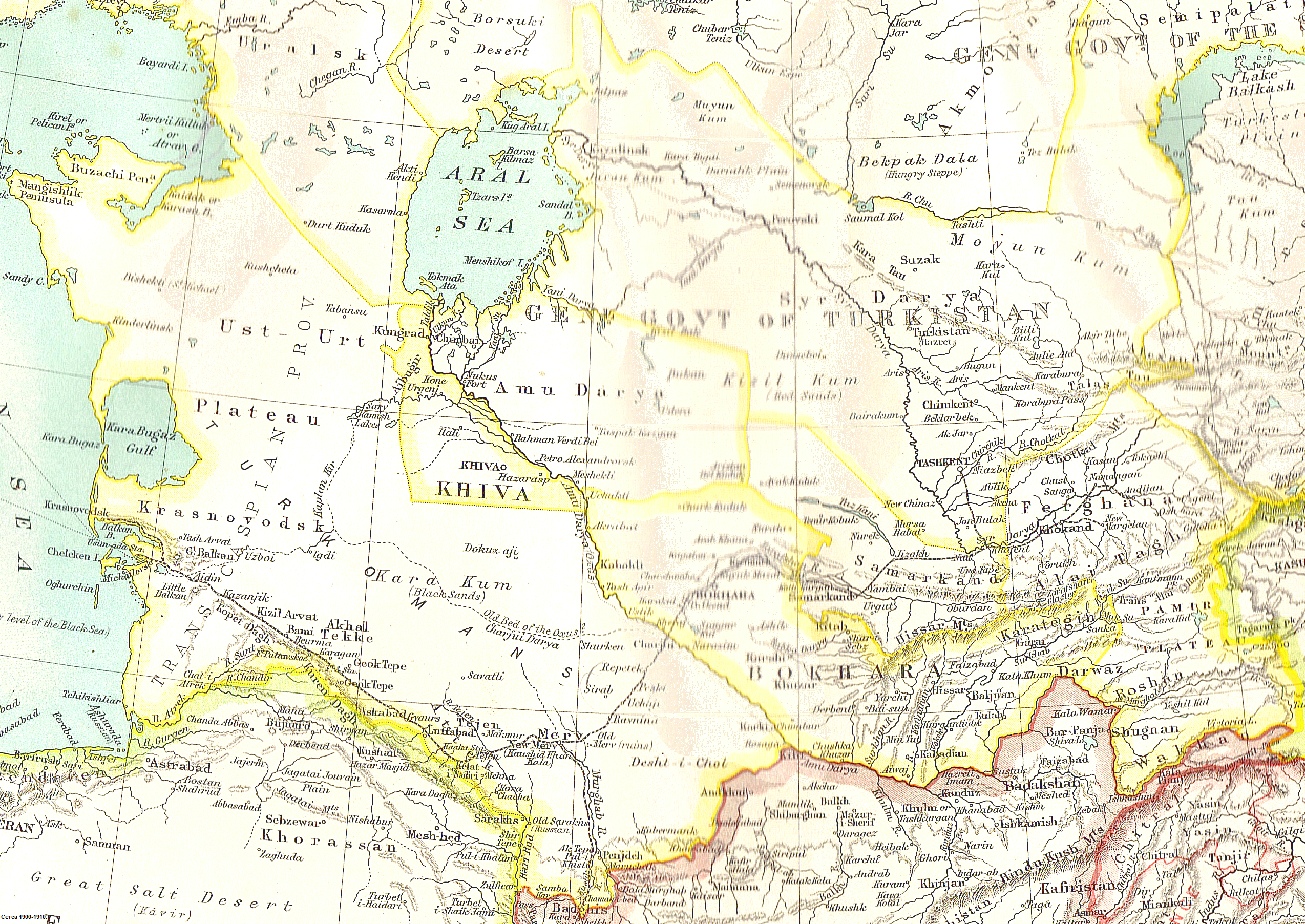
1902–1903 grenzen van het keizerrijk Rusland, gebieden van Boechara, Kiva en Kokand.

De Janid-dynastie (afstammelingen van Astrachaniden) regeerden het kanaat van 1599 tot 1747. Yar Muhammad en zijn familie waren gevlucht uit Astrachan nadat de stad ingenomen werd door het Russische Rijk. Hij had een zoon genaamd Jani Muhammad die met zijn vrouw, de dochter van de laatste Shaybanid-heerser, twee zonen had genaamd Baqi Muhammad en Vali Muhammad.